# Coleoxestia globulicollis
Coleoxestia globulicollis là một loài bọ cánh cứng trong họ Cerambycidae.